# Emil Lask
Emil Lask (ur. 25 września 1875 w Wadowicach, zm. 26 maja 1915 w Turzy Małej) – filozof niemiecki, przedstawiciel neokantowskiej szkoły badeńskiej, uczeń Heinricha Rickerta. 
Pochodził z rodziny żydowskiej, która z Wielkopolski przeniosła się do austriackiej Galicji. W 1885 wraz z rodziną zamieszkał w Falkenbergu. W wieku dwudziestu lat przeszedł na protestantyzm. Studiował od 1894 prawo i filozofię we Fryburgu Bryzgowijskim i Strasburgu. Rozprawa doktorska Fichtes Idealismus und Geschichte (Idealizm Fichtego a historia) została obroniona obroniona w 1901 roku. W semestrze zimowym 1904—1905 habilitował się w Heidelbergu pod kierunkiem Wilhelma Windelbanda. Podstawą habilitacji była rozprawa Rechtsphilosophie (Filozofia prawa) wykład habilitacyjny Lask wygłosił 11 stycznia 1905 roku. Po uzyskaniu doktoratu i habilitacji w 1905 został profesorem uniwersytetu w Heidelbergu.
W 1915 zgłosił się jako ochotnik do wojska. Zginął na froncie wschodnim pod Turzą Małą w Karpatach.